# Alvarez Kelly
Pour les articles homonymes, voir Alvarez.
 (juin 2025).
Si vous disposez d'ouvrages ou d'articles de référence ou si vous connaissez des sites web de qualité traitant du thème abordé ici, merci de compléter l'article en donnant les références utiles à sa vérifiabilité et en les liant à la section « Notes et références ».
Pour plus de détails, voir Fiche technique et Distribution.
Alvarez Kelly est un film américain réalisé par Edward Dmytryk, sorti en 1966.

## Synopsis
Aux abords de Richmond (la capitale des Sudistes), pendant la guerre de Sécession en 1864, les Nordistes accueillent un important troupeau de bétail conduit par un spécialiste réputé, Alvarez Kelly. Les Confédérés aux aguets décident de s'emparer de cet approvisionnement pour leur compte. Leur armée se fait nécessiteuse, cette nourriture en abondance devient un enjeu important mais il leur faut aussi l'homme qui a les qualifications nécessaires pour convoyer le troupeau.

## Fiche technique
- Titre : Alvarez Kelly
- Titre original : Alvarez Kelly
- Réalisation : Edward Dmytryk
- Scénario : Franklin Coen et Elliott Arnold
- Production : Sol C. Siegel et Ray David
- Musique : Johnny Green
- Photographie : Joseph MacDonald
- Montage : Harold F. Kress
- Pays de production : États-Unis
- Genre : Western, film de guerre
- Durée : 105 minutes
- Date de sortie : 1966
- L'affiche pour la sortie en France est de Jean Mascii, autres affiches de Roger Soubie et de Jacques Vaissier

## Distribution
- William Holden (VF : William Sabatier) : Alvarez Kelly
- Richard Widmark (VF : Raymond Loyer) : Colonel Tom Rossiter
- Janice Rule (VF : Nadine Alari) : Liz Pickering
- Patrick O'Neal (VF : Jacques Thébault) : Commandant Albert Steadman
- Richard Rust (VF : Jean Amadou) : Sergent Hatcher
- Victoria Shaw (VF : Jeanine Freson) : Charity Warwick
- Roger C. Carmel (VF : Georges Aminel) : Capitaine Angus Ferguson
- Arthur Franz : Capitaine Towers
- Donald Barry : Lieutenant Farrow
- Frank Sully (non crédité) : Un prisonnier

## Commentaire
Edward Dmytryk aborde ce film, à la fois de guerre et western, d'une façon plutôt originale. Il s'agit là de l'approvisionnement des troupes, aspect stratégique peu traité par les films du genre. Ce film est inspiré de l'opération des Confédérés dirigée par Wade Hampton du 14 au 17 septembre 1864 au cours de la guerre de Sécession.